# Berns borgerbibliotek
|  | Manglende infoboks Nogle af informationerne i denne artikel kunne med fordel samles eller opsummeres i en infoboks, som det anbefales i stilmanualen. |

Berns borgerbibliotek (tysk: Burgerbibliothek Bern) er et folkebibliotek beliggende på Münstergasse 63 i Bern i Schweiz.
Institutionens oprindelse kan spores tilbage til Reformationen. Frem til 1951 tilhørte biblioteket byen og Berns universitet i fællesskab, og blev støttet af Kanton Bern og fællesskabet af Berns borgere.
Bibliotekets samling inkluderer de illustrerede senmiddelalderlige kronikker Berner Chronik skrevet af Diebold Schilling den Ældre, Liber ad honorem Augusti. Det indeholder omkring 30.000 billedlige dokumenter og omkring 1.000 dyrebare håndskrifter, hvoraf nogle stammer helt tilbage fra det sene Antikken.
Biblioteket indeholder samlinger arvet fra flere samlere:
- Eduard Bähler
- Philipp Emanuel von Fellenberg
- Jeremias Gotthelf
- Johann Rudolf Gruner
- Kurt Guggisberg (en del af en arv)
- Albrecht von Haller
- Karl Howald
- Ernst Kreidolf
- Rudolf Münger
- Rudolf Abraham von Schiferli
- Gottlieb Samuel Studer
- Rudolf von Tavel